# Ерік III (король Данії)
Ерік III Ягня (1120 — 27 серпня 1146) — король Данії у 1137–1146 роках.

## Життєпис

### Молоді роки
Походив з династії Естрідсенів. Син Гокона Сунівасона, данського аристократа, та принцеси Рагнхільди (доньки короля Еріка I). Народився у маєтку батька на острові Фюн.
Про молоді роки відомо замало. З 1134 року приєднався до майбутнього короля Еріка II проти короля Нільса, відзначився у битві при Фодевізі.
Під час правління Еріка II залишався вірним короні. Втім під час заворушень 1137 року не надав достатньої допомоги повсталим. У цій змові брав участь Ескіль, архієпископ Лунда та голова данської церкві. Після вбивства короля, завдяки архієпископу Ескілю корону отримав саме Ерік Хоконсон.

### Правління
Для зміцнення своєї влади король Ерік III надав значні пільги та земельні пожалування церкві, намагався ладнати з архієпископом та єпископами. У 1139 році надав допомогу Магнусу IV та Сігурду Слімбе у боротьбі проти Інге I за корону Норвегії.
Втім, у 1139 році він стикнувся з вторгненням Олафа Гаральдсона, онука Еріка I. Ця боротьба тривала до 1143 року, коли Ерік III розбив ворога у битві при Глумсторпі в Сконе.
У 1146 році тяжко захворів. Тому того ж року зрікся трону й став ченцем у монастирі Святого Кнуда в Оденсі. Незабаром тут помер 27 серпня.

## Родина
1. Дружина — Лютгарда Зальцвельдська
Дітей не було
2. Конкубіна
Діти:
- Магнус